# 二反田雅澄
二反田 雅澄（にたんだ まさずみ、1969年8月11日 - ）は大阪府出身の俳優。本名も同じ。桃山学院大学卒

## 人物
- 高校卒業後からタレントスクールに通い、ゴールド・ラッシュ!に出場。その後デビューした。
- 趣味はビデオ鑑賞、音楽。
- 剣道3段の資格を持っている[2]。

## 出演

### テレビドラマ
- 徳川剣豪伝 それからの武蔵　（1996年、テレビ東京） - 寺尾信行　役
- 3番テーブルの客（1997年、フジテレビ）
- 利家とまつ〜加賀百万石物語〜
- あなたの人生お運びします!
- 剣客商売スペシャル「決闘・高田の馬場」（2005年、フジテレビ / 松竹） - 諸口喜三太 役
- 里見八犬伝（2006年）
- 毛利元就
- 渡る世間は鬼ばかり 第9シリーズ（2008-2009年） - 借金取り 役
- 水戸黄門（TBS / C.A.L）
  - 第33部 第16話「娘を守った幽霊騒動・出石」（2004年） - 捨吉 役
  - 第34部 第20話「恐怖の吊り天井!・宇津宮・江戸」（2005年） - 平吉 役
  - 第36部 第17話「男度胸の鬼退治・岡山」（2006年） - 太吉 役
  - 第37部 第19話「耐えて忍んだ嫁いじり・山形」（2007年） - 平吉 役
  - 第40部 第15話「届け歌声響け、から桶・高山」（2009年） - 幸吉 役
- オレンジデイズ（ゲスト出演）
- 輪舞曲
- クロサギ（ゲスト出演）
- ロング・ウェディングロード!〜東京VS大阪ワケアリ婚物語（2007年、TBS）
- 水曜シアター9/横溝正史ミステリ大賞受賞作「テネシーワルツ」（2010年、テレビ東京）
- 月曜ゴールデン（TBS）
  - 「万引きGメン・二階堂雪20 砂の絆」（2011年） - 黒坂正貴 役
  - 世田谷駐在刑事（2012年6月）
- 遺留捜査 第8話（2011年、テレビ朝日）
- 水曜ミステリー9「捜査検事・近松茂道11 越中富山・こきりこ哀歌」（2012年、テレビ東京） - 杉本伸生 役
- 土曜ワイド劇場「検事・朝日奈耀子14 500円弁当と同じ味の高級料理!?」（2013年、テレビ朝日） - 鈴木学 役
- 相棒14 第11話（2016年、テレビ朝日） ‐ 中沢和男 役
- ミステリースペシャル「事件18」（2017年10月5日、テレビ朝日） - 真田武彦 役

### 映画
- ゴジラvsデストロイア（1995年） - 臨時司令部隊員 役[1]
- 阿修羅城の瞳
- 自虐の詩

### 舞台
- リア王の悲劇（2024年9月中旬 - 10月中旬、KAAT神奈川芸術劇場） - オールバニ公爵 役[3]